# 浅岡重輝
浅岡重輝（あさおか しげあき、1942年1月1日 - ）は、東京都出身の元レーシングドライバー、モータージャーナリスト。

## 来歴・人物
港区白金出身。小学校の後輩に同じくレーサーの福澤幸雄がおり、当時から親しかったという。子どものころからクルマ好きで、16歳で免許を取得（当時1,500cc以下の小型車は16歳で免許が取れた）。最初の愛車はイギリス車のオースチンA50。
1958年に、16歳で日本スポーツカークラブ（スポーツカークラブオブジャパン、SCCJ）に入会。ジムカーナやヒルクライムなどのモータースポーツに出場する。
1963年に鈴鹿サーキットで開催された第1回日本グランプリに、ヒルマン・ミンクス（いすゞがノックダウン生産していた）で出場し、C-5クラス（1,300〜1,600ccのツーリングカー）で5位。
1964年にいすゞのワークスドライバー（いすゞ宣伝部の社員）になる。以後はいすゞのエース格ドライバーと目され、レース出場に加え、マシン開発などの業務にも携わる。1969年の鈴鹿12時間耐久レース優勝（ベレット1600GTX、ペアドライバーは形山寛次）など、数々の好成績を挙げている。またいすゞ・R6などのプロトタイプレーシングカーの開発ドライバーとしても活躍した。
いすゞは1973年いっぱいでレース活動を終了。浅岡はF2000などのフォーミュラカーレースや富士グランチャンピオンレースなどのスポーツカーレースで、1975年までドライバーとして活動し現役を引退。引退後はいすゞ関係の一般企業に勤務した後、モータージャーナリストとしての活動を開始。レース引退後もSCCJやMGカークラブ所属のアマチュア（クラブマン）ドライバーとして、各種イベントに参加。ラフェスタ・ミッレミリアの競技長なども務めている。

## エピソードなど
1963年の第1回日本グランプリ開催に際し、主催者側である鈴鹿サーキット（ホンダ）から、SCCJに「ホンダは4輪レースについて経験がない」と協力要請があった。当時の浅岡はまだ大学生だったが、1962年に鈴鹿サーキットが開業する以前からSCCJ会員としてモータースポーツに親しんでおり、SCCJの代表のひとりとして主催者側のメンバーに加わり競技規則の作成などを行った。参加ドライバーに基本的なモータースポーツの規則を教育する業務や、参加メーカーに出場ドライバーを斡旋することなども行っていたという。そのため浅岡は、自分が第1回日本グランプリに出場しようとは考えていなかった。
いすゞに日本のドライバーを斡旋することになり、浅岡が推薦したのがSCCJの後輩の生沢徹だった。しかし、いすゞから正式な採用通知が来る前に生沢がプリンス自動車と契約してしまったため、生沢の代理のような形で浅岡がいすゞのドライバーになったのだという。
当時はFIA（モータースポーツを統括する国際機関）の日本の窓口が明確になっておらず、いくつかの団体が日本グランプリの主導権（利権）争いを行う格好になっていた。浅岡は歴史あるクラブ（SCCJ）の一員として主催者側に加わって各種の騒動を体験し、同時に出場ドライバーでもあるという希有な体験をしている。
若年期から4輪競技に出場し、外国の自動車雑誌を購読していたため、浅岡は理論派として知られていた。浮谷東次郎（トヨタのドライバー）や福澤幸雄（いすゞからトヨタに移籍）などの後輩に、技術の指導も行っていたという。浮谷が事故死（1965年8月）した際、浅岡は事故現場の鈴鹿サーキットで同時に練習中であり、事故現場まで救急車を先導し、病院まで浮谷に同行するなどの処置を行ったという。最後に指導した後輩ドライバーは佐藤文康だった。
知人の映画プロデューサーから「007の映画のため、いすゞでボンドカーを作れないか？」と聞かれたが、当時のいすゞには小型車しかなかったため、いすゞからトヨタに移籍しようとしていた福澤幸雄にその話を「みやげ」として持たせたという。その結果かどうかは不明だが、日本を舞台にした映画「007は二度死ぬ」（1967年公開）には、トヨタ・2000GTが登場する。

## 関連事項
- いすゞ